# Georgije Sursuvul
Georgije Sursuvul (ili Sursubul; bugarski Георги Сурсувул) bio je ministar u Prvom Bugarskom Carstvu tijekom vladavina Simeona I. i Petra I. Prema kroničarima, Georgije je bio brat Simeonove druge supruge, koja je bila majka Petra I. Nakon smrti Simeona, Georgije je vladao Bugarskom kao regent svoga nećaka, koji je tada još bio tinejdžer. Georgije se povukao s vlasti nakon što je sklopljen mirovni sporazum s bizantskim carem Romanom I. Lakapenom. Jedan od uvjeta tog sporazuma bilo je vjenčanje Petra I. i Romanove unuke, Marije Lekapene, koja je tom prigodom dobila ime Irena.
Georgije je inicirao mirovni sporazum s Bizantom tajno poslavši svoje ljude u Carigrad. On sam je otišao u Bizantsko Carstvo, zajedno s mnogim bugarskim plemićima te se susreo s Romanom I., s kojim je sporazum bio sklopljen. Nakon toga, bio je svjedok na vjenčanju svog nećaka. Pranećaci Georgija bili su carevi Boris II. i Roman.